# ドトールコーヒーショップ

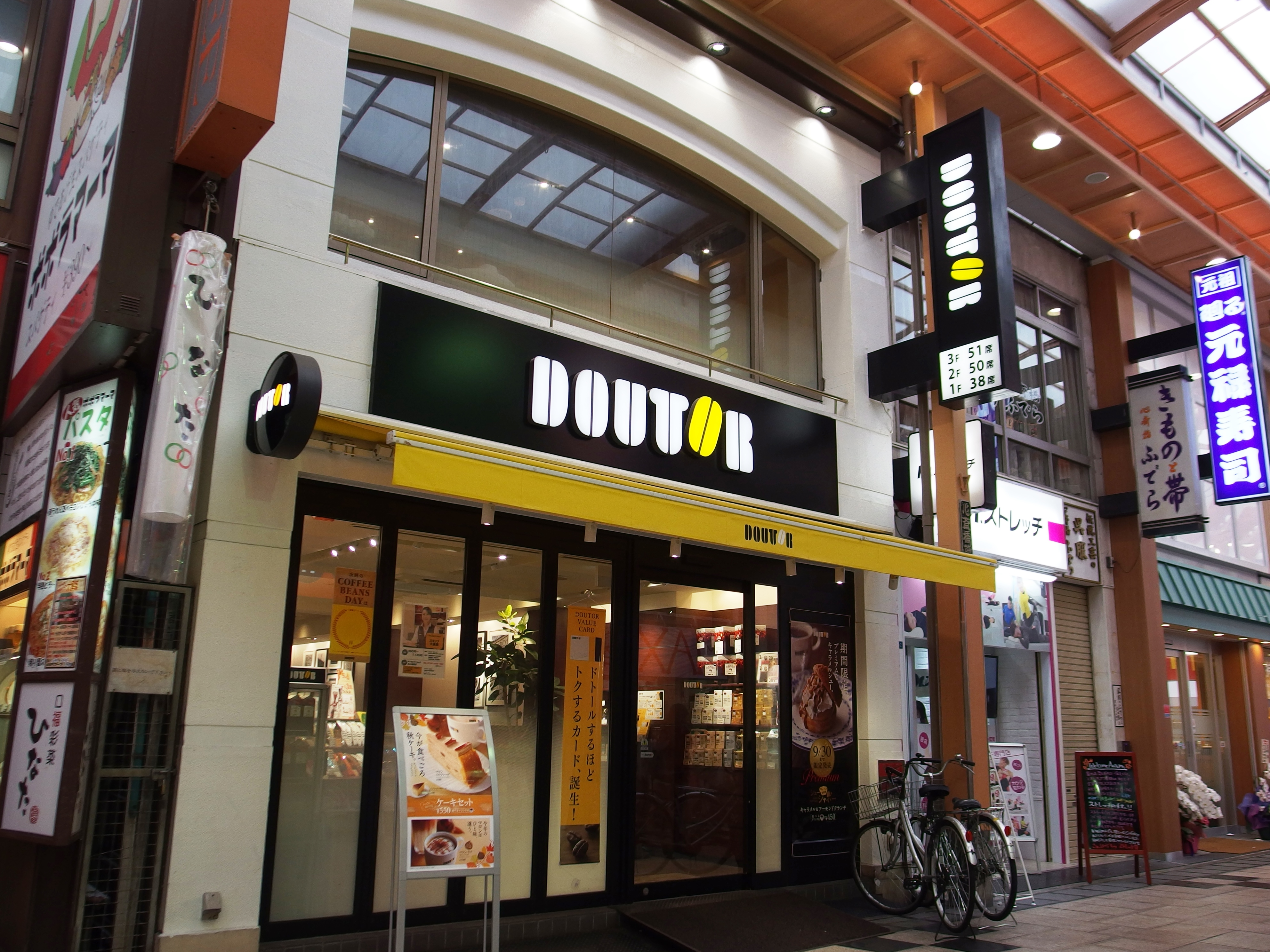
北心斎橋店（大阪府大阪市）

ドトールコーヒーショップ（DOUTOR COFFEE SHOP）は、株式会社ドトールコーヒーが日本で展開するセルフ式のコーヒーショップチェーン。
2011年10月時点ではフランチャイズが973店、直営が140店と日本国内で店舗数は業界最多である。
略称は一般的にはドトール。また、業界ではDCS(Doutor Coffee Shopの頭文字)と呼ばれることが多い。以下、「ドトールコーヒーショップ」を「DCS」と省略する。

## 概要
コーヒーやサンドイッチ、ケーキなどを提供するセルフ式のコーヒーショップ。1980年（昭和55年）、東京都内の原宿駅前の表参道にチェーン1号店が開業。同業種の日本における草分け的存在である。当初は、ヨーロッパ式の立ち飲みスタイルが取り入れられていたが、現在では全店舗に座席が設けられている。各店舗で気取らないカジュアルな雰囲気を取り入れている。キャッチコピーは「すべての今日を、支えていく。」である。
長らく島根県のみ未出店の状態であったが、2015年10月16日のシャミネ松江店オープンによって、タリーズコーヒー・スターバックスコーヒーに続いて全都道府県出店達成となったが、2021年5月に滋賀県唯一の店舗が閉店し、現在は滋賀県が未出店となっている。
石油元売り大手のエクソンモービル（現・ENEOS）と提携したことで、セルフ式ガソリンスタンドへの併設店舗も幹線道路沿いを中心に設置されるようになった。併せて、2004年（平成16年）には東京都千代田区霞が関の官庁街にある日本郵政公社（現・日本郵政）の本社、中央合同庁舎第2号館および第5号館にも出店した。郊外部においては大型ショッピングモールのフードコートへの出店が多い。また大型総合病院に出店している例もある。
業務の円滑な進行のため、店員の等級が細分化されている。基本的には、上から順にP.A.MANAGER→P.A.LEADER→2級パートナー（2つ星）→1級パートナー（1つ星）→初級パートナー（若葉マーク）となっている。
一部店舗では、フレッツスポットやdocomo Wi-Fiといった公衆無線LANが導入されている。

## DCSの誓い
DCSでは「おいしいコーヒーと活力の提供」、「サービスの徹底」、「魅力的な店づくりの追求」、「新鮮なコーヒー豆の提供とフレンドリーな売店づくり」を常に実践するための「DCSの誓い（繁栄の唱和）」を掲げている。
| 「 | 「DCSの誓い」（繁栄の唱和） 一、私たちは常にお客様に美味しいコーヒーと活力を提供します。 一、私たちは常に明るい笑顔とはつらつとしたサービスに徹します。 一、私たちは常に清潔で輝きあるセンスあふれた店作りを追求します。 一、私たちは常に新鮮なコーヒー豆の提供と、楽しく選びやすい売店づくりを実践します。 | 」 |

## メニュー
ブレンドコーヒー、アメリカンコーヒー、アイスコーヒーがメイン商品である。その他に多種多様なサイドメニューがある。

### レギュラードリンク
ドリップコーヒーは豆の蒸らしの工程が重要なために、ドトールコーヒーが開発した独自のコーヒーメーカーを使用している。
- ブレンドコーヒー
- アメリカンコーヒー
- アイスコーヒー
- 本日のコーヒー
- カフェラテ（ホット・アイス）
- カフェモカ（ホット・アイス）
- カプチーノ
- エスプレッソ
- 豆乳ラテ（ホット・アイス）…豆乳は紀文の調整豆乳が使用されている。
- ココア（ホット・アイス）
- ハニーカフェオレ（ホット・アイス）
- ロイヤルミルクティー（ホット・アイス）
- 抹茶ラテ（ホット・アイス）
- カフェインレスコーヒー（ホット・アイス）
- カフェインレスカフェラテ（ホット・アイス）
- カフェインレス豆乳ラテ（ホット・アイス）
- カフェインレスアイスハニーカフェオレ
- ティー（アイス・ホット）
- 100%オレンジジュース

### レギュラーフード
- ミラノサンド（ハム系のA、魚介系のB、鶏肉系のC、季節限定orプレミアム）
  - ミラノサンドはドリンクとセットで50円引きとなる。
- ホットドック[2]（ジャーマンドック、レタスドック）
- トースト（トースト、チーズトースト、クロックムッシュ）
- カルツォーネ（2種類※時期によって変更あり）
- ホットサンド ツナチェダーチーズ
- ケーキ
  - ケーキは常時6種類（期間によっては7種類）存在するが、なかでも「ミルクレープ」が定番商品である。その他にもかぼちゃのタルトも人気商品のひとつである。
  - ケーキは一つ一つパティシエの手作りで作られている。ケーキ類は関連会社のD&Nコンフェクショナリーが製造している。

また、サンドイッチやデニッシュ、焼き菓子やナッツ類も取り扱っている（一部店舗を除く）。

## 売店

### コーヒー豆
店内ではコーヒー豆の挽き売りを行っている。スターバックスなどのような豆の量り売りは行っておらず、200gのパック詰めになったものを挽き売りする形になっている。コーヒー豆は買ったその時だけではなく後日挽いてもらうことも可能である。

#### 直火焙煎
コーヒー豆の焙煎は低コストの熱風焙煎が主流であるが、もともとコーヒー豆の卸売業から始まったドトールコーヒーは、直火のほうが豆本来のコクと香りを十分に引き出すことができるとして、あえて効率の面では劣る直火焙煎を採用している。直火焙煎機も独自に開発したものである。

#### フレッシュローテーション
DCSの誓いにあるように、新鮮なコーヒー豆の提供を実践するために「フレッシュローテーション」というシステムを採用している。これは、工場では豆の作り置きをしないために「完全受注生産システム」を導入し、店舗では主力であり飲食部門でも使われる「マイルドブレンド」、「イタリアンエスプレッソ」、「アイスコーヒー」を売れ残りがあっても週3回新しいものに取り換え、新しいものしか販売しないというシステムである。
DCSの規定では、「よりおいしくコーヒーを楽しめる期間は1か月」（賞味期限は6か月）と決まっているため、主力の3種類以外も製造から1カ月以上たったものは販売してはいけないことになっている。売れ残った豆は製造から1か月以内に飲食部門にて使用されるため、常に売れ残った古いコーヒー豆が溜まることはなく、新しい豆だけが店舗にあるようになっている。

#### ラインナップ
並び順はローストが浅い順（各ロースト内は順不同）。太字は主力商品。
- ミディアムロースト
  - モカ
  - キリマンジャロ
  - コロンビア
  - ブラジル
  - マンデリン
  - ゴールデンモカブレンド
  - ブルーマウンテン
  - ブルーマウンテンNo.1 - DCSの販売するコーヒー豆のなかで最高級品。唯一缶詰で販売される。
- ハイロースト
  - マイルドブレンド - 看板商品でDCSの基準となる味。店内・テイクアウト220円(S)で提供される「ブレンドコーヒー」と「アメリカンコーヒー」にも使用されている。
  - ロイヤルクリスタルブレンド - 通称・ロイクリ。マイルドブレンドと並んで人気商品である。
  - ロイヤルアロマブレンド
  - ブルーマウンテンブレンド
  - プレミアムマイルドブレンド - 2003年より毎年冬限定で販売される定番商品。キューバ豆とブラジル豆をメインに通常のマイルドブレンドより少し深煎りに設定されている。
- シティロースト
  - カフェヨーロピアン
- フルシティロースト
  - マウカメドウズ - ハワイ島の直営農園・マウカメドウズ農園で採れたコナコーヒー。
  - マウカメドウズエクストラファンシー
- フレンチロースト
  - マウカメドウズブレンド
  - イタリアンエスプレッソ - 飲食部門の「エスプレッソ」、エスプレッソを使用するドリンクにも使用される。
- イタリアンロースト
  - アイスコーヒー - 飲食部門の「アイスコーヒー」、「アイスカフェラテ」、「アイスハニーカフェオレ」、「アイス豆乳ラテ」にも使われる。
  - 炭火珈琲

### 感謝デー
全国統一制となり、毎月最終週の金・土(土曜日が翌月を跨ぐ場合はその前週となる)売店商品が10%オフになる「感謝デー」というセールが行われている。対象商品は、コーヒー豆、ドリップカフェ、リキッド系商品、粉末商品、コーヒーメーカーなどの周辺器具である（ギフト商品は対象外）。

## 店舗画像

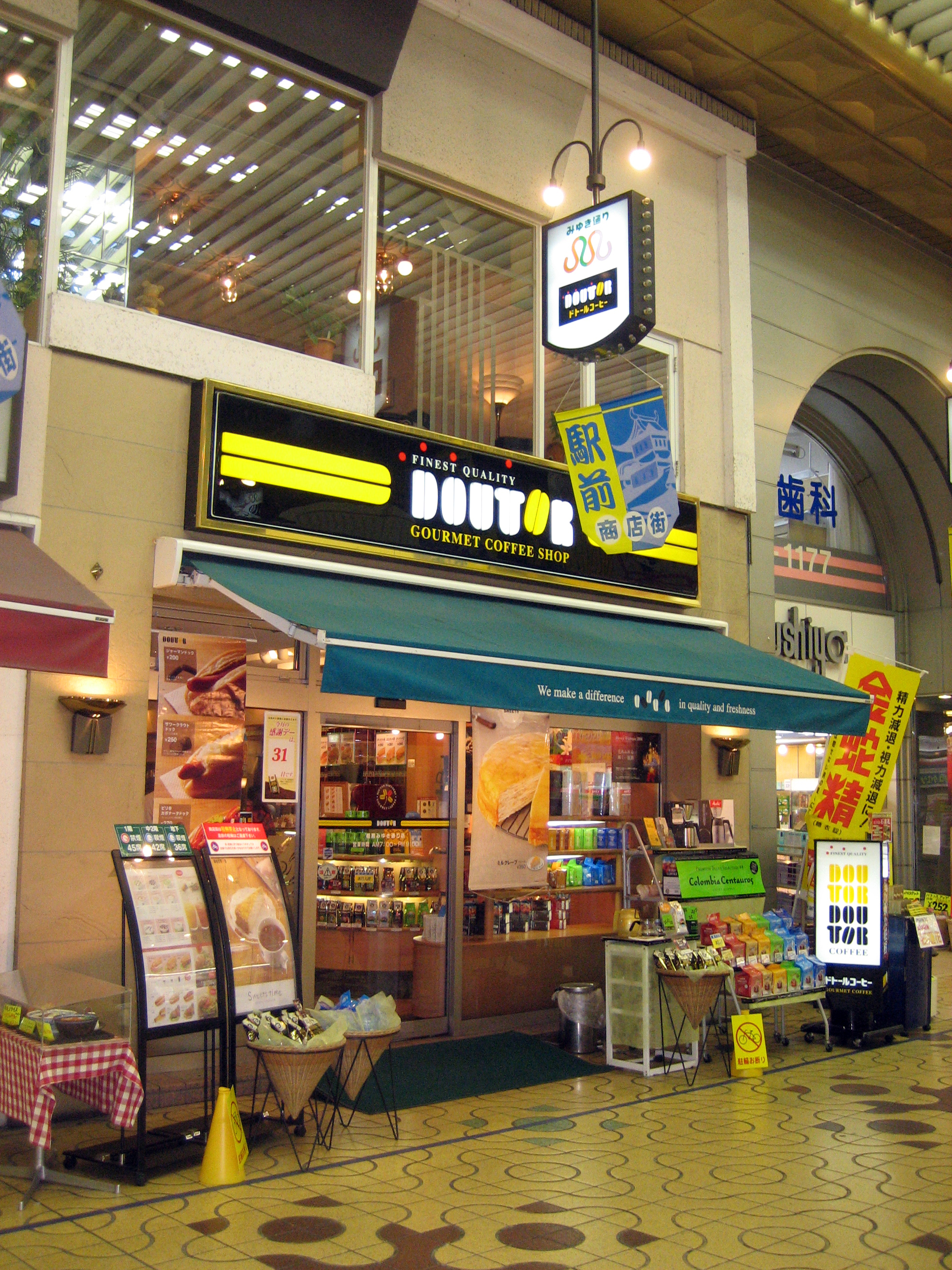
姫路御幸通り店（兵庫県姫路市）
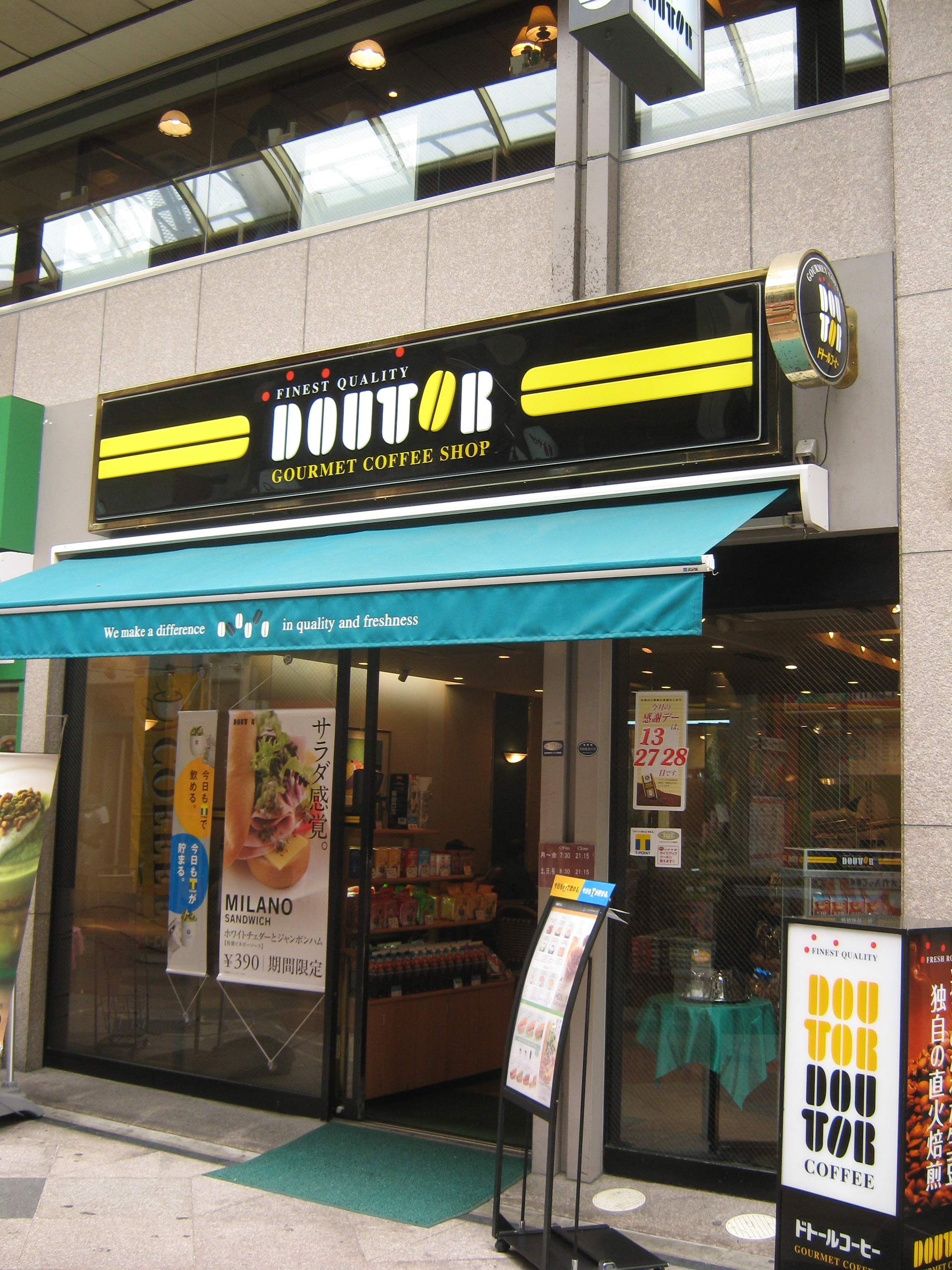
京都新京極三条店（京都府京都市）
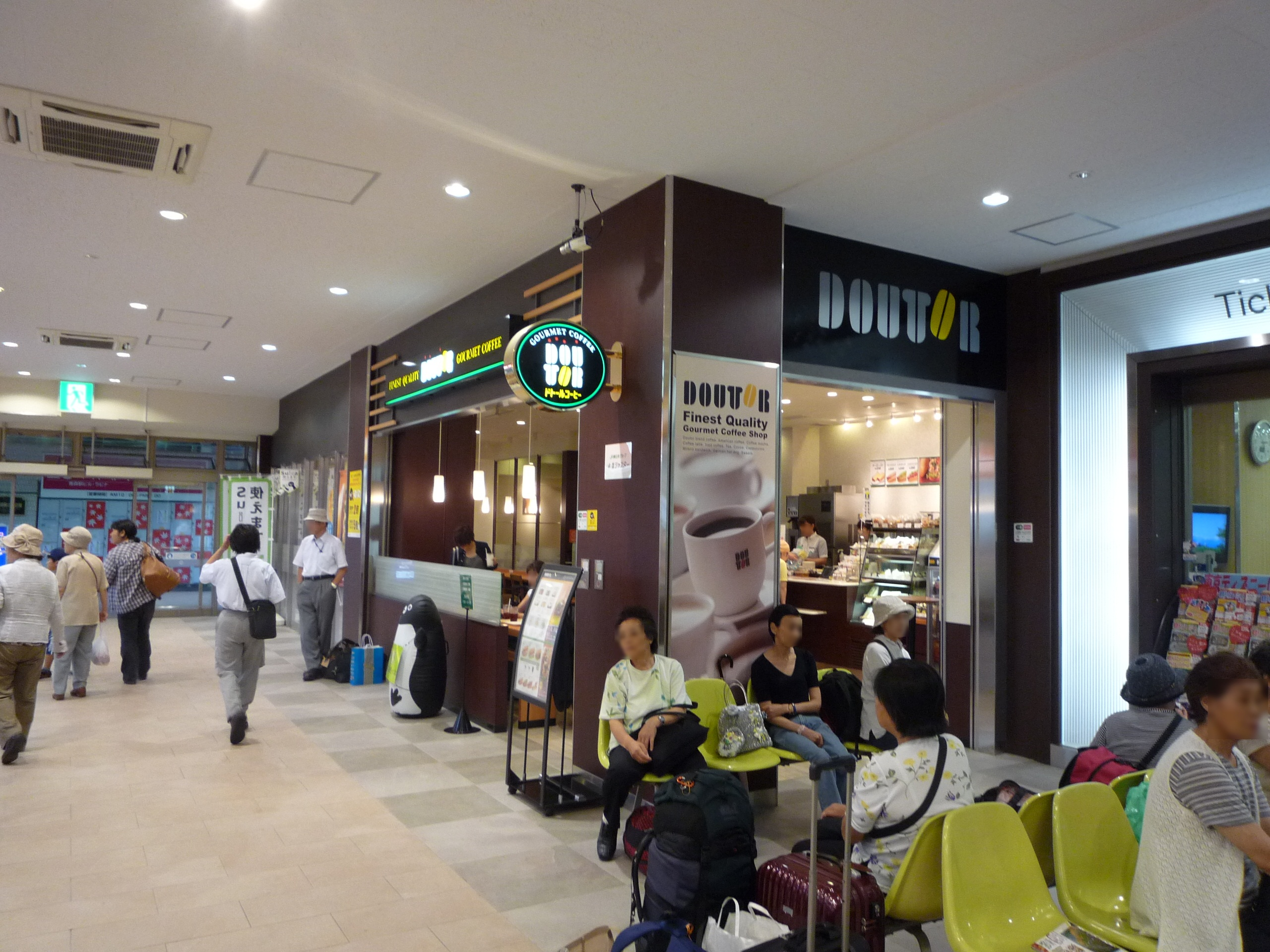
青森駅店（青森県青森市）

## ポイントサービス
| ドトール バリューカードとバリューブラックカード |  | ドトール バリューカードとバリューブラックカード |
| ドトール バリューカードとバリューブラックカード |  |                                                 |

ドトールバリューカード以外のポイントサービスはセミセルフレジ導入店など、一部店舗では対象外。
ドトール バリューカード
電子マネーを兼ねるポイントカード。発行手数料として300円かかるが、300円分のポイントが付く。商品購入時に100円ごとに1ポイントが加算される他、2,000円以上のチャージでチャージ額の5%分のポイントが加算される。また、毎月1日は「チャージの日」として1,000円以上チャージすると10ポイントが加算される。エクセルシオールカフェでも発行しており、デザインが異なる。ドトールで発行したカードをエクセルシオール（或いはその逆）で利用可能。
会員ランクが定められており、通常はシルバーだが、年間2万円以上の利用でゴールド、年間5万円以上の利用でプラチナとなる。それぞれ2,000円以上チャージした際のポイントが5%、7%、10%となる。
2015年7月16日からブラックカードが導入された。これは発行した時から前述のプラチナランクと同等の「ブラックランク」となり、2,000円以上のチャージで10%分のポイントが加算される。2016年5月頃にブラックカードの新規加入は終了しているが、時々実施されるキャンペーンに応募して当選した場合に賞品として贈られる事はある。
Tポイント（現Vポイント）
2009年11月25日より一部店舗を除きTポイントの取り扱いを開始。他社との共通ポイントのため、他社発行のTカード所有者はそのまま利用できる。ドトール店頭でも発行可能だが、インターネットで会員登録しない場合はポイントの利用などの機能が制限される。
ドトールでは2019年4月19日をもってTポイントサービスを終了するも、2023年8月1日より再度Tポイントサービスを開始。ただし、利用できるのはスマートフォンアプリのモバイルTカードのみとなっているため、店頭でのTカード発行は行われていない。
dポイント
2019年6月3日より、dポイントを導入した。
Ponta
2023年8月1日より、Pontaを導入。
WAON POINT
2023年8月1日より、WAON POINTを導入。なお、ドトール店舗では一部店舗を除き、電子マネーのWAONは利用できないため、ポイントサービスを受けるためにはプラスチックのWAON POINTカードが必要。
過去
- DCSポイントカード - Tポイント導入前から利用されていたポイントカード。当初はフード・ドリンクでも利用できたが、その後は売店商品のみで利用が可能だった。

## ブランドの若返り
2010年（平成22年）9月から、コーヒー豆・ドリップカフェのパッケージ、テイクアウトカップ、陶器製カップ・ソーサー、トレイ、袋類、砂糖などのポーション類、ストローのデザインを順次変更し、シンプルなデザインとなった。豆類はコーヒー豆とドリップカフェではデザインが異なっていたが、デザイン変更により共通のデザインとなり一目でどの種類かわかりやすくなっている。この変更で「GOURMET COFFEE」の表記が省略され、「DOU」と「TOR」で改行されていたものがシンプルに一行に変更されたり、ソーサーやトレイは円の中に豆の絵が描かれていたものが「DOUTOR」マークに変更された。

## キャンペーン

### 「チェブラーシカ」キャンペーン
2009年（平成21年）11月から、ロシアのキャラクター、チェブラーシカとのコラボレートグッズが販売もしくはプレゼントされていた。
実施は2009年11月、2010年10月、2011年6月、2011年11月で、チェブラーシカのデザインはいずれもトリノオリンピックでロシア選手団のマスコットとして登場し、話題になった「白いチェブラーシカ」であった。
飲食することによってポストカードやクリアファイルがもらえたり、マグカップの販売、チェブラーシカをあしらったデザインの豆やクリスマス限定のホールケーキの箱などがあった。

### 「DOUTOR It's My Time」キャンペーン
2010年（平成22年）秋から始まったキャンペーンで、秋冬は「白いチェブラーシカ（通称・白チェブ）」グッズの販売・プレゼント、秋冬ギフトの販売、フリーペーパーの配布が行われた。
フリーペーパーではEvery Little Thingの持田香織などのインタビューが掲載されていた。
2011年（平成23年）春夏のキャンペーンではシンガーソングライターのスガシカオなどがインタビューされ、店内BGMでは期間限定でスガシカオの楽曲が流れていた。
それ以降も不定期にフリーペーパーを発行している。

## その他
- かつてドトールコーヒーはDCSブランドの展開を大都市圏に限る方針を取っていたが、青森県八戸市のフランチャイジー・アサクラがドトールコーヒーに懇願し1994年（平成6年）に八戸三日町店を開店、成功させたことから地方都市でも展開するようになった。現在でも青森県でのDCSの人気は根強く、スターバックスの進出後もその人気は衰えることなく、2023年10月現在、青森県内ではアサクラのフランチャイズ店舗と合わせて12店舗展開している。

## 値段
ブレンドコーヒーS、アイスコーヒーSの値段の移り変わりは、下記の通り。
- 150円 - 創業時～1991年
- 180円 - 1991年～
- 200円 - 2008年3月5日～
- 220円 - 2014年4月1日～
- 224円[脚注 1] - 2019年10月1日～
- 250円[脚注 2] - 2022年12月15日～
- 280円 - 2024年12月12日～